# SENP8
SENP8 (англ. SUMO/sentrin peptidase family member, NEDD8 specific) – білок, який кодується однойменним геном, розташованим у людей на короткому плечі 15-ї хромосоми. Довжина поліпептидного ланцюга білка становить 212 амінокислот, а молекулярна маса — 24 107.
| 10         |  | 20         |  | 30         |  | 40         |  | 50         |
| ---------- |  | ---------- |  | ---------- |  | ---------- |  | ---------- |
| MDPVVLSYMD |  | SLLRQSDVSL |  | LDPPSWLNDH |  | IIGFAFEYFA |  | NSQFHDCSDH |
| VSFISPEVTQ |  | FIKCTSNPAE |  | IAMFLEPLDL |  | PNKRVVFLAI |  | NDNSNQAAGG |
| THWSLLVYLQ |  | DKNSFFHYDS |  | HSRSNSVHAK |  | QVAEKLEAFL |  | GRKGDKLAFV |
| EEKAPAQQNS |  | YDCGMYVICN |  | TEALCQNFFR |  | QQTESLLQLL |  | TPAYITKKRG |
| EWKDLITTLA |  | KK         |  |            |  |            |  |            |

A: Аланін

C: Цистеїн

D: Аспарагінова кислота

E: Глутамінова кислота

F: Фенілаланін

G: Гліцин

H: Гістидин

I: Ізолейцин

K: Лізин

L: Лейцин

M: Метіонін

N: Аспарагін

P: Пролін

Q: Глутамін

R: Аргінін

S: Серин

T: Треонін

V: Валін

W: Триптофан

Кодований геном білок за функціями належить до гідролаз, протеаз, тіолових протеаз. 
Задіяний у таких біологічних процесах, як убіквітинування білків, ацетилювання. 